# Liane Engeman
Liane Engeman (Haarlem, 24 maart 1944) is een voormalige Nederlandse autocoureur, die tussen 1965 en 1973 uitkwam in diverse raceklassen op internationaal niveau.

## Jeugd en opleiding
Engeman groeide op in Haarlem in een gezin met een broer en volgde de MULO aan de Hartelust Mavo te Bloemendaal. Haar vader was eigenaar van een taxibedrijf en leerde haar autorijden. Op vijftienjarige leeftijd reed ze regelmatig als chauffeur een vaste klant van haar vader in een van de bedrijfswagens. Ze werd als autocoureur getraind door Rob Slotemaker. Deze had haar ontmoet toen ze bij een bushalte stond te wachten en hij haar een lift aanbood naar Zandvoort. Ze kwam terecht op de slipschool en rensportschool van Slotemaker, waar ze opgeleid werd tot autocoureur. Vanaf 1965 trainde ze op het circuit van Zandvoort, waar er in de uren dat de baan voor publiek geopend was voor één gulden kon worden gereden. Haar eerste eigen raceauto was een Mini.

## Loopbaan

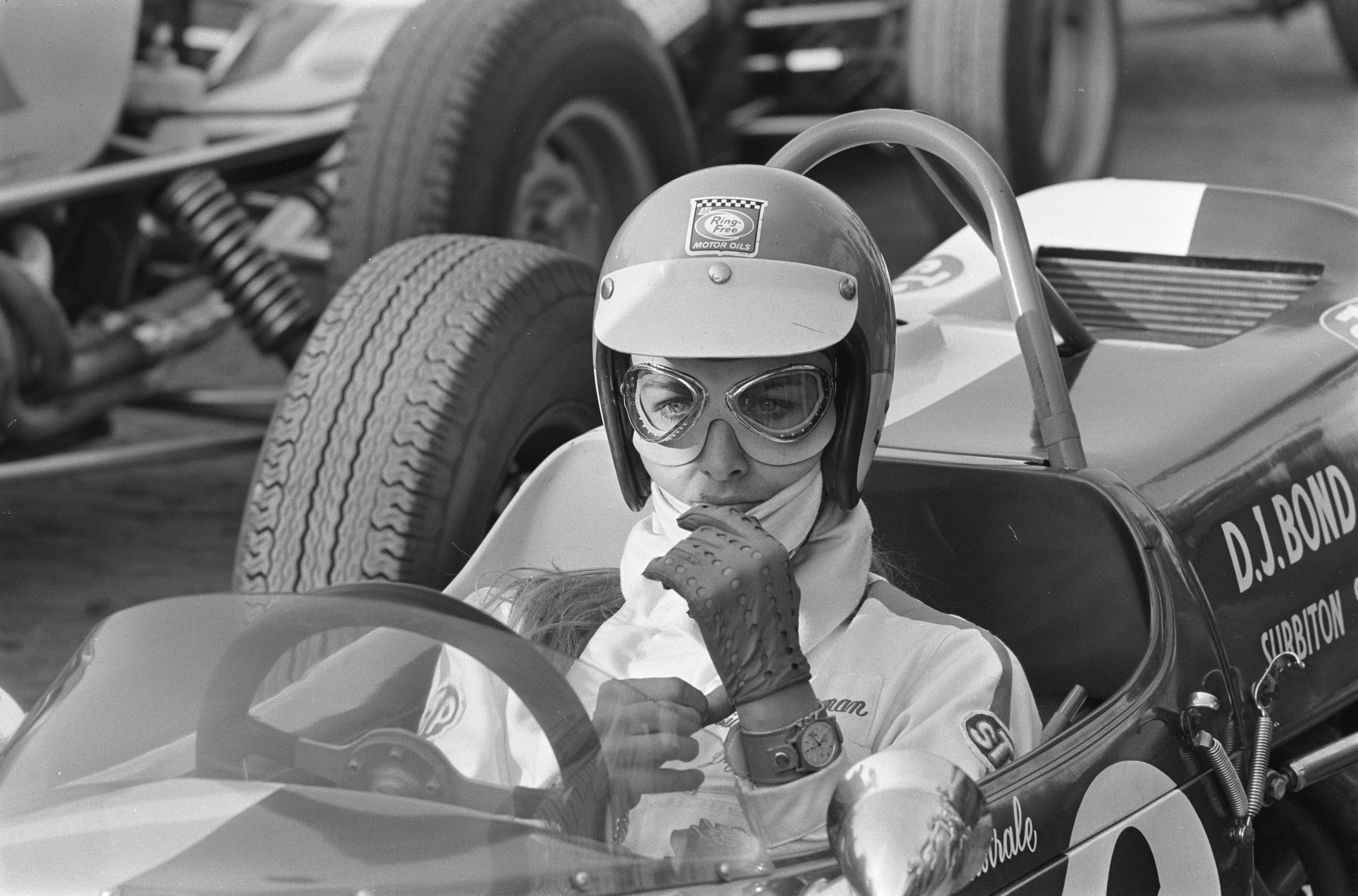
Liane Engeman op Circuit Zandvoort aan start van de Formule 3-race op 7 april 1969

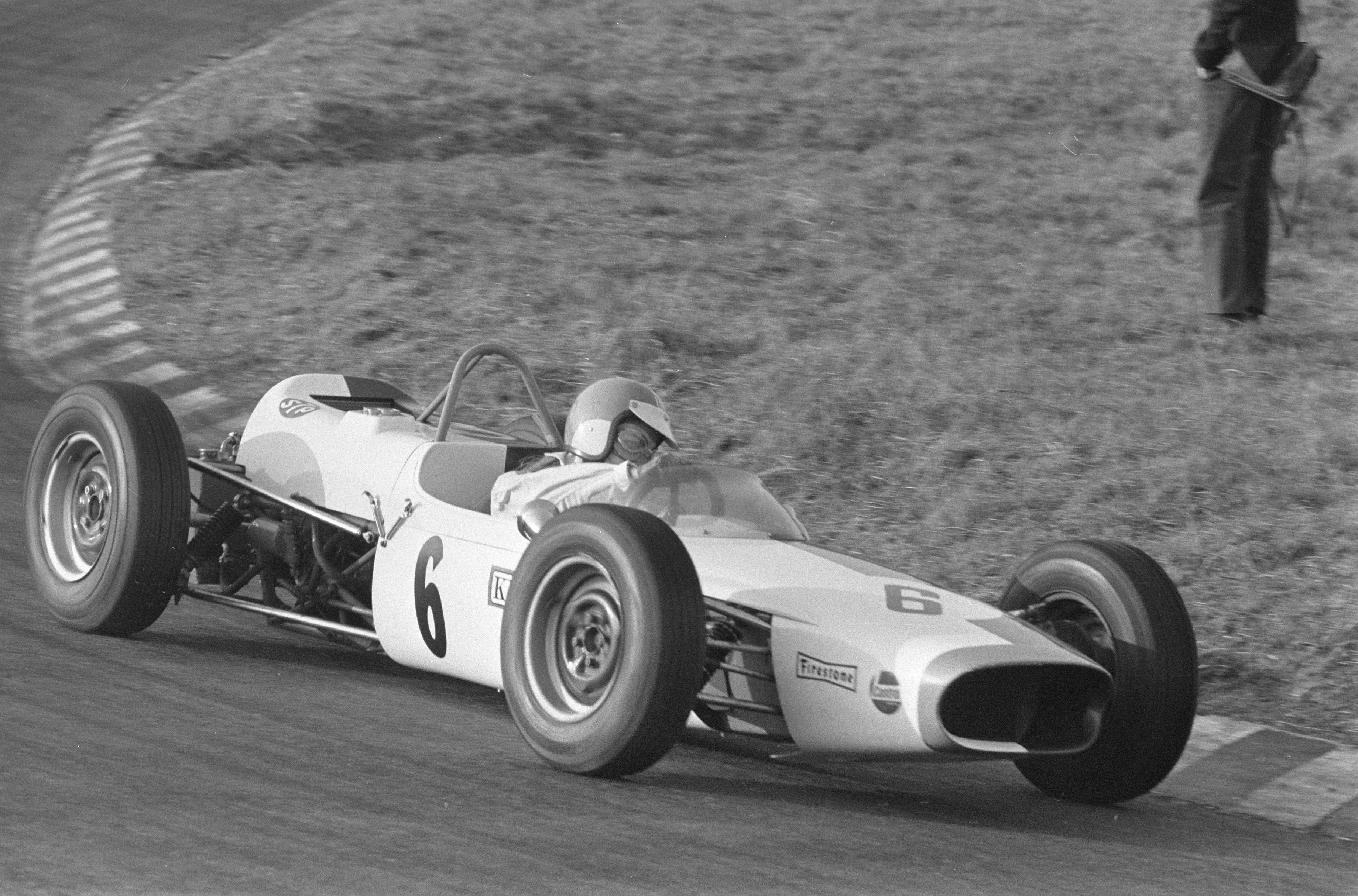
Liane Engeman op Circuit Zandvoort tijdens de Formule 3-race op 7 april 1969

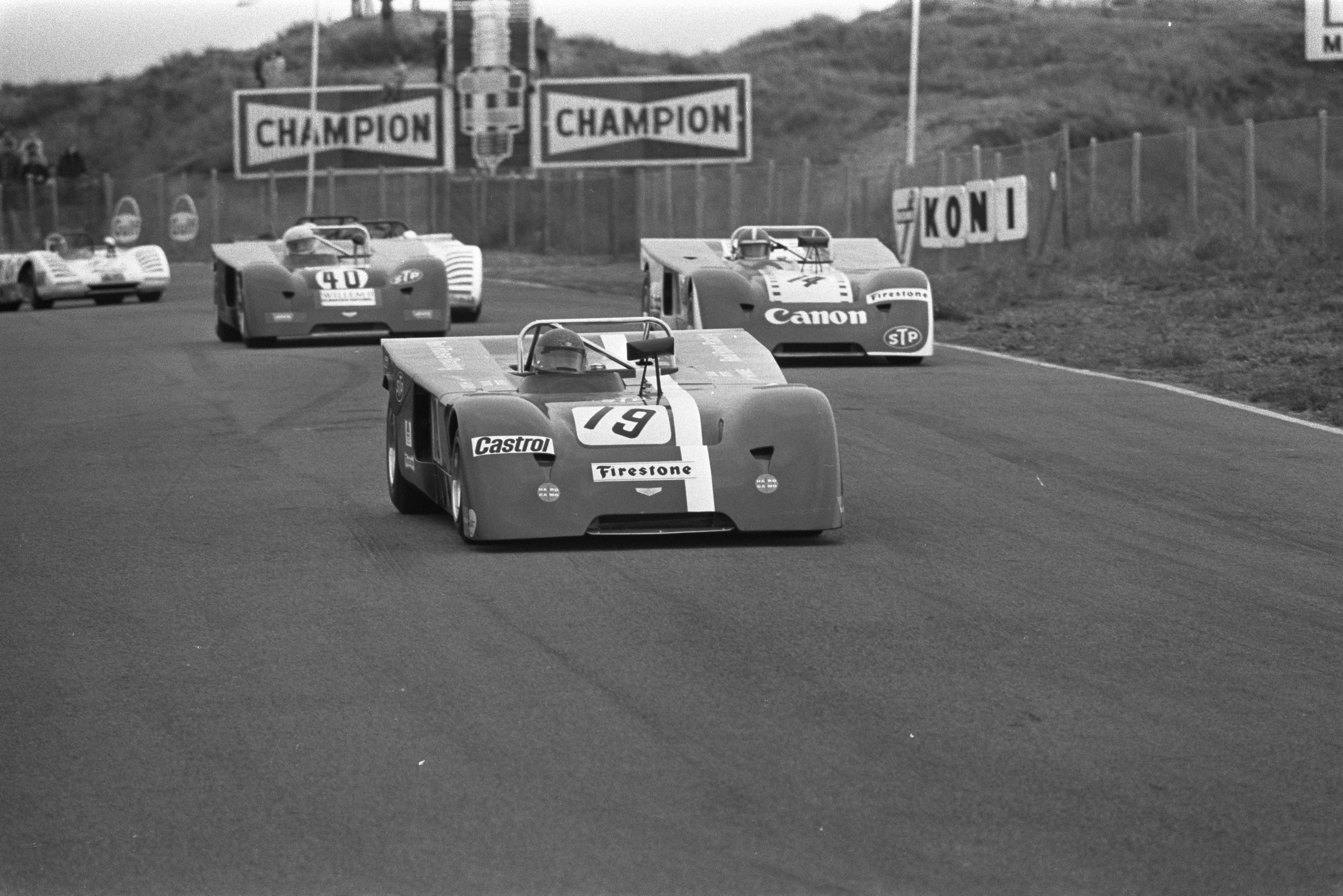
Engeman tijdens de Trophy of the Dunes-race op 26 september 1971

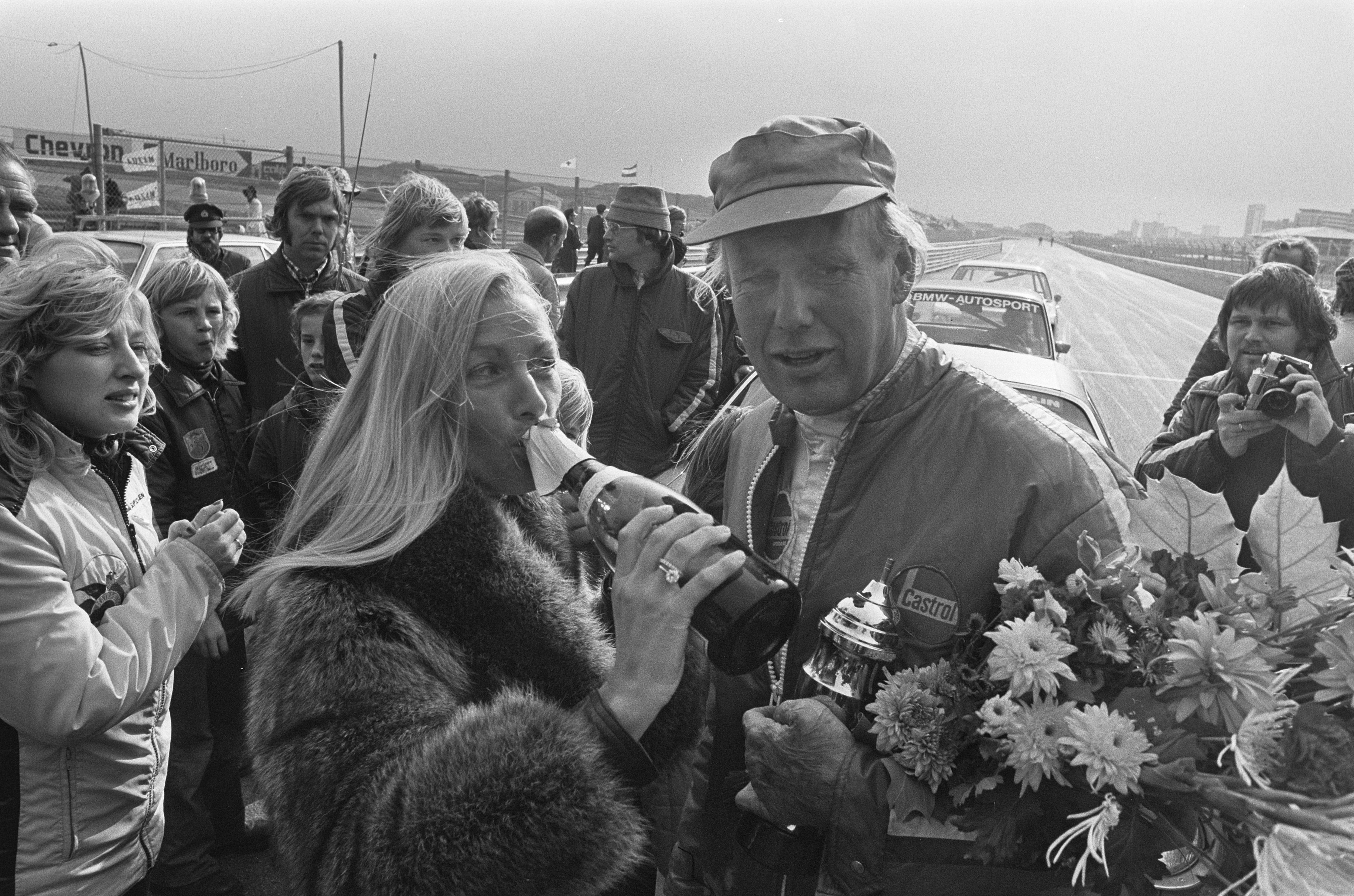
Finale NK Formule V1300 6 oktober 1974. Engeman met kampioen Rob Slotemaker

Engeman begon als coureur in de Formule Vee in Nederland. Op haar negentiende reed ze met een Formula Vee 1200 cc haar eerste race in deze klasse. Hierna kwam ze een tijd lang vooral in Groot-Brittannië uit in races, zodat ze daar door de sterkere competitie haar vaardigheden verder kon ontwikkelen. Bovendien waren er meer mogelijkheden om mee te doen aan races dan in de toentertijd nogal gesloten en qua omvang beperkte racewereld in Nederland. Ze kon in dienst treden van de Engelse raceploeg van Alan Mann en op diens raceschool trainen.
In Engeland ging Engeman racen in Mini's en Hillman Imps met verdere steun van Alan Mann Racing. In 1966 deed ze in een Mini mee aan het British Saloon Car Championship. Hier haalde ze de finaleronde, die op het circuit van Brands Hatch werd verreden. In de tweede finalerace crashte ze echter. Een jaar later kwam ze uit in diverse races in een Mini en een Elva, waar ze wederom mee racete in de Formula Vee-klasse. Op het circuit van Lydden Hill leverde zij met een vierde plaats haar beste prestatie. Hiernaast schreef ze zich met een Brabham BT21 ook in voor de Formule 3. Tijdens de race op het Circuit Zandvoort in deze klasse werd ze dat jaar negentiende.
Op 1 april 1967 nam ze als novice deel aan de 12 uren van Sebring, een race in Florida waar twee rijders twaalf uur lang een circuit moeten afleggen. Samen met haar collega Janet Guthrie behaalde ze in een Matra Djet 5S de 23e plaats namens het Ring-Free Oil Racing Team. Een jaar later nam het team weer deel, maar haalde de finish niet. Samen met collegacoureur Johnny Lion nam ze in een Ford Anglia deel aan de European Touring Car Championship race en behaalde met hem de vierde plaats. Later dat jaar nam ze deel aan de Speed Week op de Bahama's en sleepte in de 1200 cc Formule Vee-race de derde plaats in de wacht.
In 1969 nam ze voor de derde maal met Janet Guthrie deel aan de 12 uren van Sebring. Met hun Austin-Healey Sprite behaalden ze de 23e plaats in het algemeen klassement. In hun motorklasse 2000 cc werden ze zesde. Met Bob Wollek nam ze in een Alfa Romeo 1750 Berlina deel aan de 24 uur van Spa; ze behaalden de dertiende plaats in het algemeen klassement en wonnen in hun autoklasse. Ze stond toen onder contract van het Alfa Romeo Benelux-team. Driemaal kwam ze dat jaar met een DJ Bond Ford Anglia uit in races van het British Saloon Championship. Ze werd 19e op Brands Hatch, 22e op Silverstone en haalde de finish niet tijdens de race van Crystal Palace.
In 1970 nam ze wederom deel aan de 24 uur van Spa, ditmaal met Christine Beckers, maar reed de race niet uit door motorpech. Hierna tekende ze een contract bij een ander raceteam, Frami Racing Holland. Namens dat team nam ze deel aan de Zandvoort Trophy-races en behaalde in een Ford Escort de vierde plaats in Class Three. Ze kwam dat jaar vaker uit in Nederland en behaalde op diverse races hoge kwalificaties, onder meer in Zandvoort, waar ze vierde werd tijdens de F500-ronde en derde tijdens de Pinksterraces. Haar enige buitenlandse race dat jaar was in Brazilië, waar ze deelnam aan de Formula Ford Trophy maar geen hoge klassering wist te behalen.
In 1971 nam ze weer deel aan het Nederlands kampioenschap en maakte ze deel uit van diverse raceteams. Zo kwam ze samen met Christine Beckers in een BMW 2800 CS Alpina uit in de 24 uur van Spa, maar finishte niet, wederom door motorpech. Op het circuit van Zandvoort kwam ze uit voor het Radio Veronica-team van Toine Hezemans en behaalde in een Alfa Romeo 1300 GTA Junior de derde plaats. Op het Circuit Paul Ricard in Frankrijk kwam ze uit voor het team van Brescia Corse en werd samen met haar collega Vincenzo Carraga negende. In Sicilië deed ze met een Porsche 911 voor de eerste maal mee aan de fameuze Targa Florio-stratenrace. De rest van het jaar kwam ze uit tijdens races in Nederland.
Het jaar erop kwam ze met diverse Fordmodellen uit in races in Nederland en een het buitenland. Ze nam deel aan de European Touring Car Championship-race op het circuit van Monza met collega Jean-Claude Franck, maar ze finishten niet door motorpech. Hierna kwam ze uit op verschillende races in Nederland en Duitsland op Hockenheim.
Haar laatste actieve raceseizoen was 1973, toen ze in het Dutch Touring Car Championship uitkwam in een Ford Escort. Ze werd vijfde tijdens de Heropeningsraces en vierde tijdens de Grand Prix Meeting. Haar laatste race was op het circuit van Zandvoort op 14 oktober 1973. Tijdens de Trophy of The Dunes deed ze mee aan de vijfde race van het Nederlands Toerwagen Kampioenschap en behaalde de zevende plaats met een Ford Escort.
Na haar huwelijk in 1972 werd Engeman onverwacht zwanger, terwijl ze net in onderhandeling was met Lotus en BRM over een Formule 1-contract. Lotus was het team met wereldkampioen Emerson Fittipaldi. British Racing Motors reed met Jean-Pierre Beltoise, winnaar van de verregende GP Monaco 1972.
Engeman keerde een paar jaar later nog een keer terug naar het circuit voor een GTi-race, maar dat beviel niet. Ze parkeerde haar auto voor de hoofdtribune en nam afscheid. 'Als je je kinderen in de pits ziet staan, dan ging je toch anders kijken en rijden.'

## Privéleven

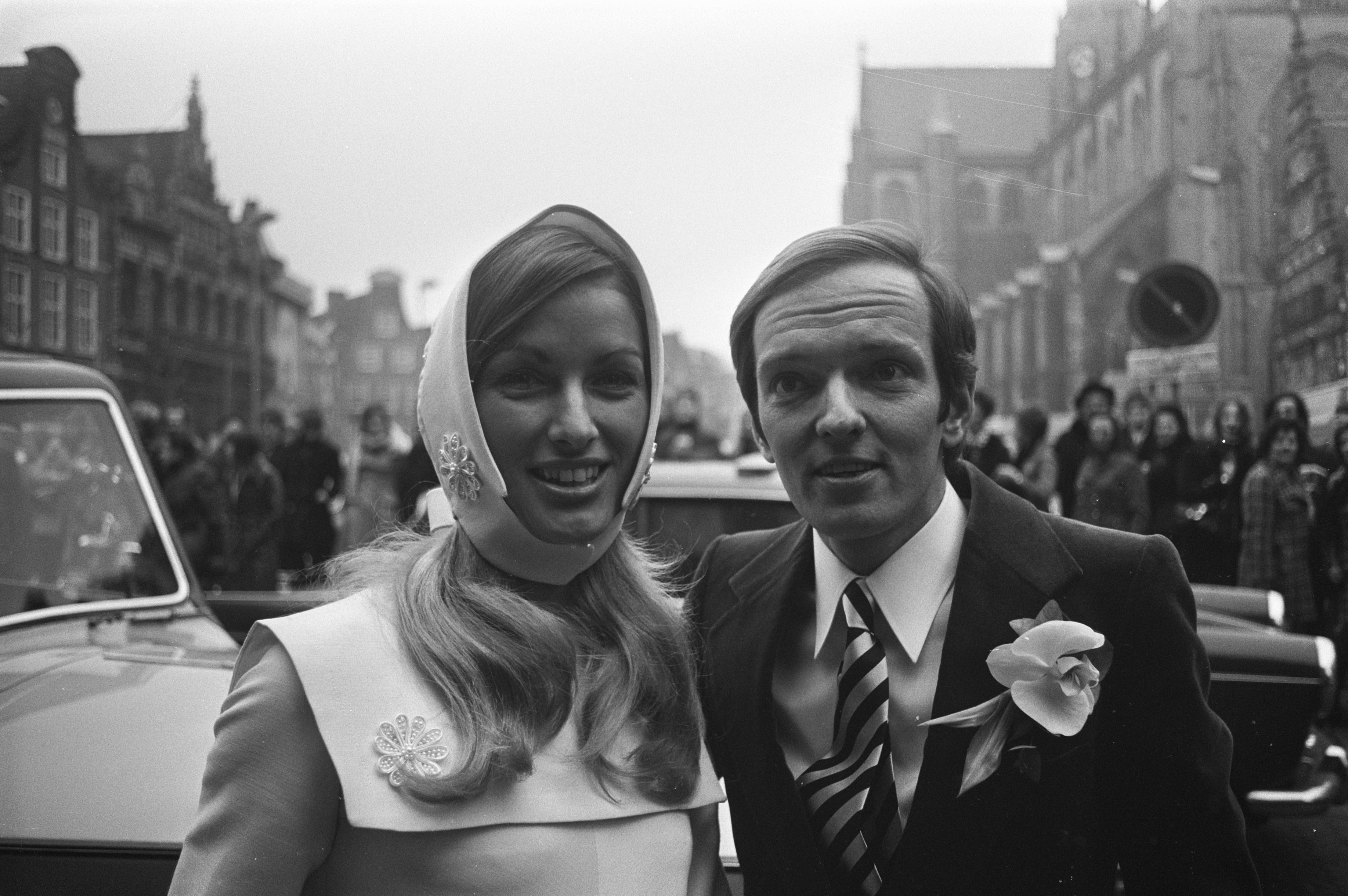
Huwelijksfoto Liane Engeman met Piet Hein Keijzer, Haarlem 18 februari 1972

Engeman was in 1969 korte tijd getrouwd met collegacoureur Keith St. John, die ze in 1967 had leren kennen tijdens races in Engeland. Ze trouwde  op 18 februari 1972 te Haarlem met de zakenman Piet Hein Keijzer, eigenaar van de Keijzer-Bonaparte-tapijtketen. Het laatste jaar van haar sportloopbaan kwam ze uit als Liane Keijzer-Engeman. Tijdens de Miss Hotpants-verkiezing in 1971 trad ze nog op als jurylid, samen met Fred Oster en in 1969 deed ze mee in een korte racefilm van Dunlop, Vive Le Sport, maar na haar actieve raceloopbaan koos ze voor haar privacy en gezinsleven. Na het faillissement van het bedrijf van haar man in 1978 verhuisde zij, na jaren in Amstelveen gewoond te hebben, in 1980 met haar gezin naar Marbella. Ze is moeder van een tweeling en is gescheiden.